# São Salvador do Mundo (Santiago)

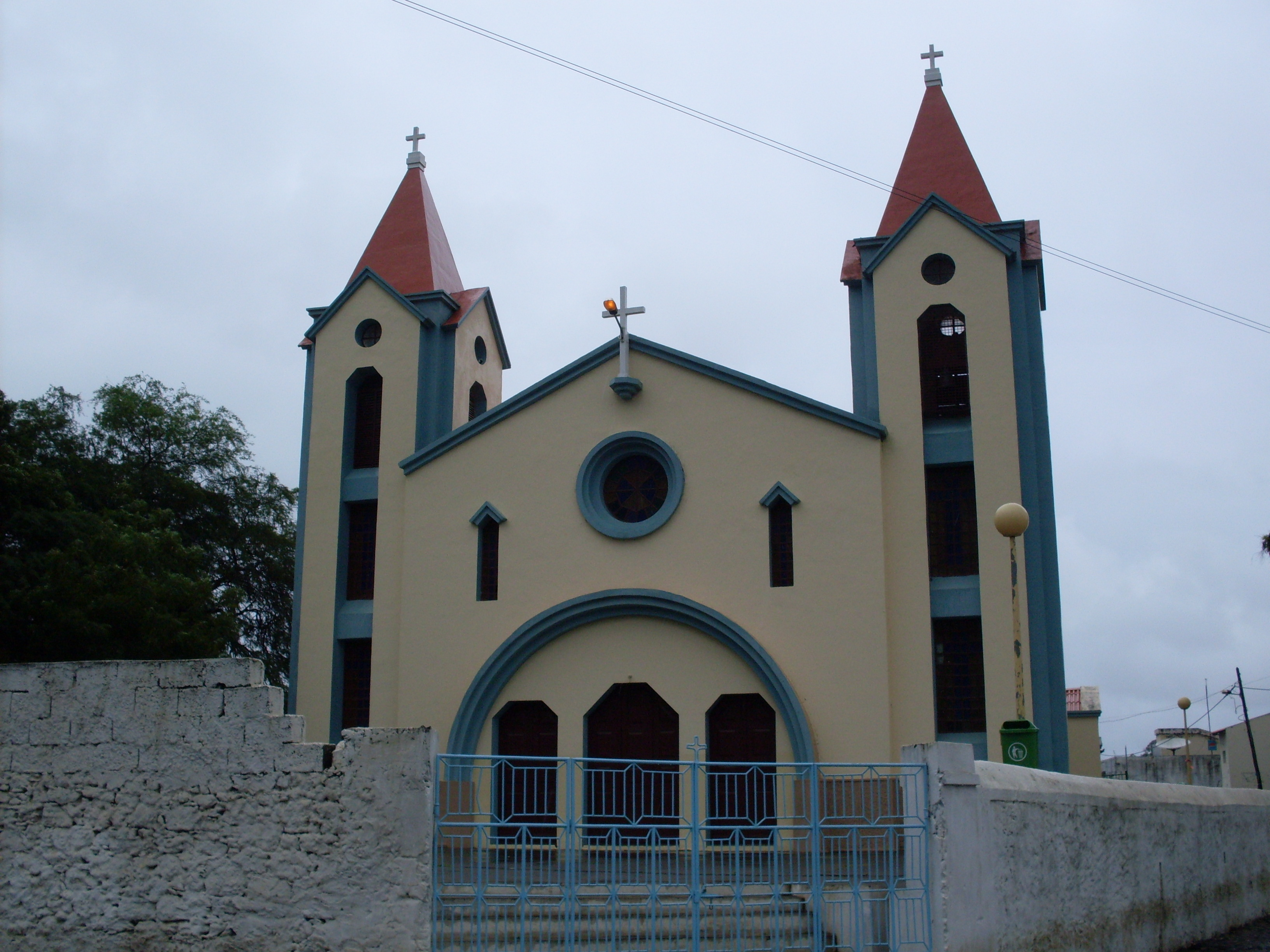
Igreja de São Salvador do Mundo, em Picos.

São Salvador do Mundo é uma freguesia de Cabo Verde. Pertence ao concelho de São Salvador do Mundo e à ilha de Santiago. A sua área coincide com a Paróquia de São Salvador do Mundo, e o feriado religioso é celabrado a 19 de julho.